# 1967-es CONCACAF-bajnokság
Az 1967-es CONCACAF-bajnokság az Észak- és Közép-amerikai, valamint a Karib-térség labdarúgó-válogatottjainak kiírt harmadik labdarúgótorna volt, melyet 1967. március 5. és 19. között rendeztek. Az esemény házigazdája Honduras volt. A tornán 6 nemzet válogatottja vett részt.

## Lebonyolítás
A hat csapat egy csoportot alkotott, ahol körmérkőzéseket játszottak. A csoport végeredménye lett egyben a torna végeredménye is.

## Selejtező

### 1. csoport
| Csapat             | M | Gy | D | V | G+ | G– | Gk | P |
| ------------------ | - | -- | - | - | -- | -- | -- | - |
| Haiti              | 4 | 3  | 1 | 0 | 7  | 3  | +4 | 7 |
| Trinidad és Tobago | 4 | 2  | 1 | 1 | 7  | 7  | 0  | 5 |
| Jamaica            | 4 | 1  | 2 | 1 | 4  | 4  | 0  | 4 |
| Kuba               | 4 | 0  | 2 | 2 | 5  | 7  | –2 | 2 |
| Curaçao            | 4 | 0  | 2 | 2 | 4  | 6  | –2 | 2 |

| 1967. január 11. |

| Jamaica | 1–1 | Curaçao |
| ------- | --- | ------- |
|         |     |         |

| Jamaica |

| 1967. január 12. |

| Kuba | 1–1 | Haiti |
| ---- | --- | ----- |
|      |     |       |

| Jamaica |

| 1967. január 13. |

| Trinidad és Tobago | 2–1 | Curaçao |
| ------------------ | --- | ------- |
|                    |     |         |

| Jamaica |

| 1967. január 14. |

| Jamaica | 2–1 | Kuba |
| ------- | --- | ---- |
|         |     |      |

| Jamaica |

| 1967. január 16. |

| Haiti | 4–2 | Trinidad és Tobago |
| ----- | --- | ------------------ |
|       |     |                    |

| Jamaica |

| 1967. január 17. |

| Curaçao | 2–2 | Kuba |
| ------- | --- | ---- |
|         |     |      |

| Jamaica |

| 1967. január 18. |

| Jamaica | 1–1 | Trinidad és Tobago |
| ------- | --- | ------------------ |
|         |     |                    |

| Jamaica |

| 1967. január 19. |

| Haiti | 1–0 | Curaçao |
| ----- | --- | ------- |
|       |     |         |

| Jamaica |

| 1967. január 20. |

| Trinidad és Tobago | 2–1 | Kuba |
| ------------------ | --- | ---- |
|                    |     |      |

| Jamaica |

| 1967. január 21. |

| Jamaica | 0–1 | Haiti |
| ------- | --- | ----- |
|         |     |       |

| Jamaica |

### 2. csoport
| Csapat    | M | Gy | D | V | G+ | G– | Gk | P |
| --------- | - | -- | - | - | -- | -- | -- | - |
| Guatemala | 2 | 2  | 0 | 0 | 6  | 2  | +4 | 4 |
| Nicaragua | 2 | 1  | 0 | 1 | 4  | 4  | 0  | 2 |
| Panama    | 2 | 0  | 0 | 2 | 2  | 6  | –4 | 0 |

| 1967. február 13. |

| Guatemala | 3–1 | Panama |
| --------- | --- | ------ |
|           |     |        |

| Guatemala |

| 1967. február 15. |

| Guatemala | 3–1 | Nicaragua |
| --------- | --- | --------- |
|           |     |           |

| Guatemala |

| 1967. február 17. |

| Panama | 1–3 | Nicaragua |
| ------ | --- | --------- |
|        |     |           |

| Guatemala |

## Csoportkör
| Csapat             | M | Gy | D | V | G+ | G– | Gk | P |
| ------------------ | - | -- | - | - | -- | -- | -- | - |
| Guatemala          | 5 | 4  | 1 | 0 | 7  | 1  | +6 | 9 |
| Mexikó             | 5 | 4  | 0 | 1 | 10 | 1  | +9 | 8 |
| Honduras           | 5 | 2  | 2 | 1 | 4  | 2  | +2 | 6 |
| Trinidad és Tobago | 5 | 2  | 0 | 3 | 6  | 10 | –4 | 4 |
| Haiti              | 5 | 1  | 0 | 4 | 5  | 9  | –4 | 2 |
| Nicaragua          | 5 | 0  | 1 | 4 | 3  | 12 | –9 | 1 |

| 1967. március 5. |

| Guatemala | 0–0 | Honduras |
| --------- | --- | -------- |
|           |     |          |

| Tegucigalpa |

| 1967. március 6. |

| Mexikó | 4–0 | Nicaragua |
| ------ | --- | --------- |
|        |     |           |

| Tegucigalpa |

| 1967. március 6. |

| Trinidad és Tobago | 3–2 | Haiti |
| ------------------ | --- | ----- |
|                    |     |       |

| Tegucigalpa |

| 1967. március 9. |

| Honduras | 2–0 | Haiti |
| -------- | --- | ----- |
|          |     |       |

| Tegucigalpa |

| 1967. március 9. |

| Trinidad és Tobago | 3–1 | Nicaragua |
| ------------------ | --- | --------- |
|                    |     |           |

| Tegucigalpa |

| 1967. március 10. |

| Guatemala | 1–0 | Mexikó |
| --------- | --- | ------ |
|           |     |        |

| Tegucigalpa |

| 1967. március 12. |

| Guatemala | 2–1 | Haiti |
| --------- | --- | ----- |
|           |     |       |

| Tegucigalpa |

| 1967. március 12. |

| Honduras | 1–1 | Nicaragua |
| -------- | --- | --------- |
|          |     |           |

| Tegucigalpa |

| 1967. március 12. |

| Mexikó | 4–0 | Trinidad és Tobago |
| ------ | --- | ------------------ |
|        |     |                    |

| Tegucigalpa |

| 1967. március 14. |

| Mexikó | 1–0 | Haiti |
| ------ | --- | ----- |
|        |     |       |

| Tegucigalpa |

| 1967. március 15. |

| Guatemala | 2–0 | Nicaragua |
| --------- | --- | --------- |
|           |     |           |

| Tegucigalpa |

| 1967. március 15. |

| Honduras | 1–0 | Trinidad és Tobago |
| -------- | --- | ------------------ |
|          |     |                    |

| Tegucigalpa |

| 1967. március 18. |

| Haiti | 2–1 | Nicaragua |
| ----- | --- | --------- |
|       |     |           |

| Tegucigalpa |

| 1967. március 19. |

| Guatemala | 2–0 | Trinidad és Tobago |
| --------- | --- | ------------------ |
|           |     |                    |

| Tegucigalpa |

| 1967. március 19. |

| Mexikó | 1–0 | Honduras |
| ------ | --- | -------- |
|        |     |          |

| Tegucigalpa |

| Az 1967-es CONCACAF-bajnokság győztese |
| -------------------------------------- |
| GUATEMALA 1. cím                       |

## Külső hivatkozások
- Eredmények az rsssf.com-on (angolul)